# Deutschland 83
Deutschland 83 is een achtdelige Duitse televisieserie. In 2015 ging een voorvertoning van de serie op het Internationaal filmfestival van Berlijn in première. De kabelzender SundanceTV verwierf de uitzendingsrechten voor de Verenigde Staten en daarmee werd Deutschland 83 na de Franse serie Les Revenants de tweede niet-Engelstalige serie aankoop van de zender. De camerawerkzaamheden voor het maken van de serie vonden voornamelijk in en rond Berlijn plaats.

## Verhaal
Het plot van de serie speelt zich af in de vroege jaren 1980, toen de spanningen tussen Oost en West opliepen. Als er voor de herfst van 1983 grootscheepse NAVO-oefeningen in Europa worden aangekondigd, breekt er in Moskou en Oost-Berlijn paniek uit. Men verdenkt het Westen ervan dat deze manoeuvres een opmaat zijn voor een nucleaire aanval op het Oostblok. De buitenlandse inlichtendienst van de DDR besluit een spion naar het Westen te sturen om te infiltreren op een West-Duitse militaire basis in de buurt van Bonn. Hiervoor wordt de jonge grenswacht Martin Rauch geselecteerd, die tegen zijn wil de opdracht aanneemt. Het doel van zijn missie is de plaats van de kruisraketten en de NAVO-plannen te achterhalen. Rauch neemt de identiteit van Moritz Stamm aan, een jonge luitenant die net is aangesteld als medewerker van een West-Duitse generaal, die samen met zijn Amerikaanse collega de stationering van de kruisraketten in West-Duitsland begeleidt.

## Rolverdeling
- Jonas Nay als oberfeldwebel Martin Rauch alias Moritz Stamm.
- Maria Schrader als Lenora Rauch. Een tante van Martin Rauch die als cultureel attaché in Bonn voor de Oost-Duitse inlichtingendienst werkt.
- Alexander Beyer als Tobias Tischbier. Officieel professor aan de universiteit van Bonn, maar in werkelijkheid spion voor de DDR en verbindingsman voor Martin Rauch. Tischbier is homoseksueel en heeft een kortstondige relatie met Alexander Edel, de pacifistische zoon van generaal Edel.
- Sonja Gerhardt als Annett Schneider. De in de DDR achtergebleven zwangere vriendin van Martin Rauch.
- Sylvestser Groth als Walter Schweppenstette. Generaal-majoor van de Oost-Duitse inlichtingendienst die leiding geeft aan alle in de BRD werkzame agenten en medewerkers van de inlichtingendienst.
- Carina Wiese als Ingrid Rauch. De ernstig zieke moeder van Martin Rauch, die dringend op een niertransplantatie zit te wachten en dankzij de inzet van haar zoon sneller zal worden geholpen.
- Ulrich Noethen als Wolfgang Edel. Generaal van de Bundeswehr die in het kader van de plaatsing van nieuwe kruisrakketten nauw met de Amerikanen samenwerkt.
- Ludwig Trepte als Alexander Edel. Zoon van generaal Edel met een pacifistische instelling.
- Lisa Tomaschewsky als Yvonne Edel. Dochter van generaal Edel, die zich heeft aangesloten bij de Bhagwanbeweging en elke vorm van geweld afkeurt.
- Nikola Kastner als Linda Seiler. Secretaresse van NAVO-hoofdanalist Henrik Mayer. Zij heeft een kortstondige affaire met Martin Rauch en overlijdt in de vierde aflevering ten gevolge van een geënsceneerd ongeval.
- Jens Albinus als Henrik Meyer. Hoofdanalist van de NAVO, pleegt in aflevering 4 zelfmoord.
- Errol Trotman Harewood als Arnold Jackson, de Amerikaanse generaal die met de Duitse generaal Edel de stationering van Pershing II-raketten begeleidt.
- Godehard Giese als Karl Kramer. Spion van de DDR.
- Anna von Berg als Ursula Edel, echtgenote van Edel en moeder van Alexander en Yvonne.
- Florian Bartholomäi als Felix von Schwerin, de met HIV besmette vriend van Tobias Tischbiers.
- Vladimir Burlakov als Thomas Posimski, collega en vriend van Annett Schneider.

## Ontvangst
Ondanks de lovende kritieken en een uitgebreide marketingcampagne van de RTL bleven de kijkcijfers in Duitsland achter bij de verwachtingen. Daarentegen werd de serie in de Verenigde Staten een groot succes, waar voor het eerst een Duitstalige serie met Engelse ondertitels werd uitgezonden. Deutschland 83 werd bovendien aan zenders in Canada, Rusland en Australië verkocht. In Europa kochten meerdere landen de uitzendrechten.
De Amerikaanse zender SundanceTV toonde interesse voor een voortzetting van de serie. RTL gaf reeds de opdracht voor het schrijven van de draaiboeken voor een tweede seizoen onder de titel Deutschland 86.

## Historische achtergronden
- De persoon Martin Rauch met de alias Kolibri is geïnspireerd op de DDR-agent Rainer Rupp, die in de jaren 1980 onder de deknaam Topas voor de DDR spioneerde en in 1993 werd gearresteerd en voor landverraad werd veroordeeld. In werkelijkheid was Rupp niet afkomstig uit de DDR, maar een gerecruteerde West-Duitser uit de gelederen van de linkse protestbeweging van 1968.
- Rupp beweert dat hij zijn opdrachtgevers in de DDR heeft weten te overtuigen dat er geen sprake was van een geplande aanval op de Sovjet-Unie.
- Het President's Intelligence Advisory Board trok in 1990 de conclusie dat de Verenigde Staten met de operatie "Able Archer 83" onbedoeld bijna een oorlog hadden uitgelokt.
- Martin Rauch begon een affaire met een NAVO-secretaresse. Deze methode werd door de DDR veelvuldig bij spionagepraktijken toegepast.
- Producer Jörg Winger vervulde in de jaren 1980 zijn dienstplicht bij een West-Duitse verbindingscompagnie. Een vanuit het oosten ontvangen bericht met de woorden Frohe Weihnachten Jörg leidde bij hem tot de verdenking dat zich een spion in zijn eenheid bevond. Deze herinnering betrof de inspiratie voor het draaiboek.

## Onderscheidingen
Televisiefestival van Monte-Carlo:
- Nominatie voor de Gouden Nimf in de categorie beste televisieserie - drama[1]
- Nominatie Jonas Nay als beste acteur[2]
- Nominatie Maria Schrader als beste actrice[2]